# Lee Bryant
Lee Bryant (Manhattan (New York), 31 augustus 1945) is een Amerikaans actrice.

## Carrière
Bryant begon in 1976 met acteren in de televisieserie Marcus Welby, M.D.. Hierna heeft zij nog meerdere rollen gespeeld in televisieseries en films zoals Airplane! (1980), Airplane II: The Sequel (1982), T.J. Hooker (1982-1983), Law & Order (1994-2000) en The Good Shepherd (2006).

## Filmografie

### Films
- 2015 No Letting Go - als Emily
- 2011 Friends with Kids – als Elaine Keller
- 2006 The Good Shepherd – als mrs. Russell
- 2006 Off the Black – als groeter
- 2000 Fear of Fiction – als mrs. Hopkins
- 1998 Holy Man – als Meg
- 1994 Alien Nation: Dark Horizon – als Phyllis Bryant
- 1984 Death Mask – als Jane Andrews
- 1982 Airplane II: The Sequel – als mrs. Hammen
- 1982 Mysterious Two – als ??
- 1980 Airplane! – als mrs. Hammen
- 1978 Lassie: A New Beginning – als Kathy McKendrick
- 1977 Capricorn One – als Sharon Willis

### Televisieseries
Uitgezonderd eenmalige gastoptredens.
- 1985 The Lucie Arnaz Show – als Jill – 6 afl.
- 1982 – 1983 T.J. Hooker – als Fran Hooker – 7 afl.

- International Standard Name Identifier: 0000 0000 8451 4789
- Library of Congress Control Number: nb2004301185
- Nationale Bibliotheek van Israël: 987007461657305171
- Virtual International Authority File: 46276735
- WorldCat: E39PBJtmwPBFGVWMMrkjh7RR8C